# Week-end (film, 1938)
Pour les articles homonymes, voir Week-end (homonymie) et Bank holiday (homonymie).
Pour plus de détails, voir Fiche technique et Distribution.
Week-end (Bank Holiday) est un film britannique réalisé par Carol Reed, sorti en 1938.

## Synopsis
L'histoire est centrée sur trois personnages principaux : Stephen, dont la femme vient de mourir en mettant au monde leur premier bébé, Catherine, une infirmière de la maternité, et son petit-ami Geoffrey. Catherine et Geoffrey sont en partance pour un weekend sur la côte sud, mais elle pense beaucoup à Stephen, même si elle s'efforce de faire croire que ce n'est que pour des raisons professionnelles.
Autour d'eux gravitent Doreen, Miss Fulham, qui se rend à un concours de beauté avec sa meilleure amie Milly, concours auquel participe aussi Miss Mayfair. Ils croisent régulièrement la route d'une famille cockney, Arthur, May et leurs trois enfants.
Finalement Catherine rompra sa relation avec Geoffrey pour aller retrouver Stephen, juste à temps pour l'empêcher de se suicider, et Doreen consolera Geoffrey, resté seul dans la station balnéaire.

## Fiche technique
- Titre original : Bank Holiday
- Titre français : Week-end
- Titre américain : Three on a Weekend
- Réalisation : Carol Reed
- Scénario : Rodney Ackland (en), Roger Burford (en)
- Décors : Alex Vetchinsky
- Photographie : Arthur Crabtree
- Son : Sydney Wiles
- Montage : R.E. Dearing
- Production : Edward Black
- Société de production : Gainsborough Pictures
- Société de distribution : Gaumont British Distributors
- Pays d'origine :  Royaume-Uni
- Langue originale : anglais
- Format : Noir et blanc  — 35 mm — 1,37:1 — son mono
- Genre : Comédie dramatique
- Durée : 86 minutes (version britannique), 81 minutes (version américaine)
- Dates de sortie : 
  - Royaume-Uni : 27 janvier 1938
  - États-Unis : 1er juin 1938
  - France : 20 janvier 1939

## Distribution
- John Lodge : Stephen Howard
- Margaret Lockwood : Catherine
- Hugh Williams : Geoffrey
- Rene Ray (en) : Doreen
- Merle Tottenham (en) : Milly
- Linden Travers : Ann Howard
- Wally Patch (en) : Arthur
- Kathleen Harrison : May
- Garry Marsh (en) : le directeur des Follies
- Jeanne Stuart (en) : Miss Mayfair
- Wilfrid Lawson : le sergent de police
- Felix Aylmer : le chirurgien

## Production
- Raconter une histoire de couple non marié cherchant à passer une nuit à l'hôtel a rebuté les censeurs américains, et le film a donc subi des coupures et son titre a été modifié en Three on a Weekend, avant sa sortie à New York[1].